# New Jersey Nets 2008-2009
La stagione 2008-09 dei New Jersey Nets fu la 33ª nella NBA per la franchigia.
I New Jersey Nets arrivarono terzi nella Atlantic Division della Eastern Conference con un record di 34-48, non qualificandosi per i play-off.

## Roster
| N° | Naz.                   | Ruolo | Sportivo              | Anno | Alt. | Peso |
| -- | ---------------------- | ----- | --------------------- | ---- | ---- | ---- |
| 2  | Stati Uniti (bandiera) | AC    | Josh Boone            | 1984 | 208  | 108  |
| 6  | Stati Uniti (bandiera) | A     | Stromile Swift        | 1979 | 206  | 102  |
| 9  | Cina (bandiera)        | A     | Yi Jianlian           | 1987 | 213  | 108  |
| 11 | Stati Uniti (bandiera) | C     | Brook Lopez           | 1988 | 213  | 118  |
| 13 | Stati Uniti (bandiera) | G     | Maurice Ager          | 1984 | 196  | 92   |
| 14 | Messico (bandiera)     | A     | Eduardo Nájera        | 1976 | 203  | 109  |
| 15 | Stati Uniti (bandiera) | GA    | Vince Carter          | 1977 | 201  | 98   |
| 17 | Stati Uniti (bandiera) | G     | Chris Douglas-Roberts | 1987 | 201  | 91   |
| 20 | Stati Uniti (bandiera) | A     | Ryan Anderson         | 1988 | 208  | 109  |
| 21 | Stati Uniti (bandiera) | GA    | Bobby Simmons         | 1980 | 201  | 95   |
| 22 | Stati Uniti (bandiera) | A     | Jarvis Hayes          | 1981 | 201  | 100  |
| 34 | Stati Uniti (bandiera) | G     | Devin Harris          | 1983 | 191  | 84   |
| 44 | Stati Uniti (bandiera) | G     | Trenton Hassell       | 1979 | 196  | 91   |
| 51 | Stati Uniti (bandiera) | A     | Sean Williams         | 1986 | 208  | 107  |
| 55 | Stati Uniti (bandiera) | G     | Keyon Dooling         | 1980 | 191  | 89   |

## Staff tecnico
- Allenatore: Lawrence Frank
- Vice-allenatori: Tom Barrise, Brian Hill, Doug Overton, Roy Rogers, Jim Sann